# うしろの正面だあれ
『うしろの正面だあれ』（うしろのしょうめんだあれ）は、海老名香葉子著の自叙伝的エッセー・児童文学。
太平洋戦争下での著者自身の体験を小説化したものである。1985年に金の星社から刊行された。
1991年3月、同名の劇場版アニメーション映画が公開された。
画面構成（レイアウト）は片渕須直。
タイトルは、劇中でかよ子と友達たちが遊んでいる時の童歌の一節であるが、劇中で唄われているのは『かごめかごめ』ではなく『坊さん坊さん』である。
1997年のエッセイ『半分のさつまいも』は本作の続きとなっており、こちらも2005年の劇場アニメ『あした元気にな〜れ! 〜半分のさつまいも〜』として公開された。

## あらすじ
時は昭和15年。東京市本所区竪川町3丁目（現・東京都墨田区立川3丁目）に暮らす少女かよ子は、両親と祖母、3人の兄と平和な生活を送っていた。しかし日本が戦争に突入すると、かよ子は疎開のため、家族や友達と離れることになる。
やがて戦争は激しさを増し、彼女の生活する地も次第に戦禍の影響へと侵されていく。

## 登場人物
「声」はアニメ劇場版の声優。
中根かよ子声 - 三輪勝恵
本作の主人公。当初は末っ子で泣き虫な面を見せていたが、孝之輔が生まれ姉となったことで、次第に成長を見せていく。
叔母夫妻の住む沼津市香貫山付近へ縁故疎開していた際、東京大空襲によって家族を喪う。その後、叔母夫妻と共に石川県穴水町へと疎開し、終戦を迎える。同年11月に東京へと戻り、中野に住む伯母の下へ身を寄せる。
のちに戦禍を生き延びた三兄の喜三郎と再会し、共に生活していくこととなる。
中根音吉声 - 若本規夫
かよ子の父。和竿職人、三代目竿忠。江戸弁で話す。妹のいる沼津市へかよ子を縁故疎開させる。
東京大空襲で命を落とす。ラストでは家族を喪い絶望していたかよ子の前に幻影として現れ、喜三郎と二人で自分たちの分まで幸せに生きるよう勇気づける。
中根よし声 - 池田昌子
かよ子の母。温かい性格。物語序盤では四男・孝之輔を身籠もっている。かつて兄・光太郎から譲り受けたハーモニカをかよ子に譲り、これが遺品となる。
東京大空襲で命を落とす。ラストでは幻影としてかよ子の前に最初に現れ、生きるよう説き「かよ子は明るくて人に好かれる子だから一人になっても大丈夫」と勇気づけており、この言葉はVHS及びLDのパッケージ裏面の紹介にも記載されている。
中根忠吉声 - 海老名泰孝
かよ子の長兄。かよこからは「大（おお）兄ちゃん」と呼ばれる。
笠忠を継ぐべく、父・音吉の下で修行している。作中でチフスに罹り入院したが、無事退院した。東京大空襲で逃げ切ることができず命を落とす。
声を担当した海老名泰孝は、原作者である海老名香葉子の実子（長男）である。
中根竹次郎声 - 佐々木望
次兄。丸い頭に、黒縁眼鏡をかけている。かよ子から「竹兄ちゃん」と呼ばれる。
勉強熱心な性格で本を読んでいる描写が多く、顕微鏡を覗いているシーンもある。東京大空襲により亡くなった。
中根喜三郎声 - 野沢雅子
三兄。かよ子から「きい兄ちゃん」と呼ばれ、兄たちの中でも特にかよ子と仲が良い。
腕白で負けん気が強く、かよ子がいじめられていると必ず駆けつける。かよ子をいじめた相手を追い回し、怪我を負わせるという騒動も起こした。
東京大空襲では家族の中で唯一生存する。かよ子の疎開先を訪ね、家族の訃報を伝えるも、なぜ自分は死ねなかったと悲観しながら東京へと戻る。その後、行方をくらましていたが、のちにかよ子と再会し共に生活していく。
中根孝之輔声 - 柳沢三千代
四男。物語の中盤で誕生。かよ子の弟で明るい性格。東京大空襲の際に逃げ切れず、幼くして命を落とす。
おばあちゃん声 - 沼波輝枝
かよ子の父方の祖母。根は優しいが厳しい面もある。かよ子に一芸を身に着けさせようと三味線の稽古に通わせる。
東京大空襲の際に逃げ切れず命を落とす。ラストでは幻影として現れ、生き延びたかよ子を労い、喜三郎を探して仲良く暮らすよう励ましている。
光太郎おじさん
かよ子の母・よしの兄。父・忠吉の同級生。軍医であり、物語序盤から日中戦争で出征。太平洋戦争中に、転戦先のパプアニューギニアで戦死。姪のかよ子に優しく、戦地からの手紙でも身を案じていた。写真と、かよ子と行った縁日の回想シーンでのみ姿が登場する。
以下、小説のみの登場人物。
おじいちゃん
かよ子の父方の祖父。風邪ひとつひかない体だったが、昭和16年夏にで病死。
神田のおばあちゃん
かよ子の母方の祖母。神田で小売り店を営んでおり、猫を飼っている。

## 劇場版アニメーション

### うしろの正面だあれ

#### あらすじ
昭和15年東京市本所区竪川町3丁目（現・東京都墨田区立川3丁目）で、中根かよ子は両親と祖母、3人の兄たちと暮らしている。父・音吉は自宅で竿を作る職人で、母・よしのお腹の中には新しい命が宿り、かよ子はもうすぐお姉さんになることを楽しみにしている。長兄・忠吉は跡継ぎとして父の仕事を教わり、次兄・竹次郎は勉強に熱心で、三兄・喜三郎はわんぱく坊主だった。ある日近所の子どもたちと「うしろの正面だあれ？」を遊び、鬼になったかよ子が皆の輪の中でしゃがんで顔を両手で覆い、後ろにいる友だちの名を言うが当たらない。実は後ろにいたのはよしで、母にからかわれたかよ子だが優しい母の迎えで家に帰っていく。
8歳の誕生日を迎えると祖母の勧めで三味線を習い始めるが、なかなか上達せず稽古に行くのが億劫になる。。ある日軍医として中国に出征中のよしの兄・光太郎から中根家に手紙が届き、伯父が好きなかよ子は出征や戦争のことが分からないまま無邪気に喜ぶ。後日稽古をすっぽかしたかよ子は祖母から叱られるが、よしの助言で三味線を習わなくても良くなる。それでも気分が沈んだかよ子は、母から「あなたは明るくて愛嬌があるのが取り柄だから自信を持ちなさい」と励まされて元気を取り戻す。
昭和16年1月を迎えてよしが四男・孝之輔を無事出産し、かよ子もお姉ちゃんとして赤ん坊の世話を手伝う。4月にかよ子は小学2年生になるが同年12月8日に太平洋戦争が始まる。その後中根家の地元でも「金属類回収令」や防空演習が行われるようになり、かよ子も徐々に戦争というものを肌身で感じるようになる。かよ子が小学5年生になった昭和19年の6月、中根家に光太郎の戦死が知らされ、かよ子は泣き崩れたよしの背中をさすって励ます。
戦況が厳しくなり、かよ子の学級では担任から疎開するにあたり、縁故疎開か集団疎開のどちらを選ぶか家族に相談するよう告げられる。その夜両親の勧めで縁故疎開が決まり、かよ子は叔母（父の妹）が暮らす沼津に一人で行くことに。数日後かよ子は自宅で家族や友だちにお別れ会をしてもらい、久しぶりに両親と川の字で寝て、翌朝疎開先へと向かう。沼津で暮らし始めたかよ子は、優しい叔母夫婦の畑仕事を手伝いながら、時々東京にいる家族とハガキでやり取りをする。
昭和20年3月下旬に実家に帰れることを待ちわびるかよ子だが、3月9日深夜に「東京で大空襲が起きた」との一報を聞く。数日後、必死に家族の無事を祈るかよ子のもとに、東京にいた喜三郎が現れる。喜三郎から、「家族で小学校に避難したけど校門が閉まっていた。父さんに言われて窓から校舎に入ったけど、父さんたちは間に合わずに皆死んじゃった」と告げられる。かよ子と喜三郎は抱き合って声を上げて泣いた後、兄は東京の親戚を頼って一足先に帰っていく。
3か月後、かよ子は叔母家族と石川県穴水に行き、同年8月15日に終戦を迎える。11月、叔母の家庭の事情により、かよ子は東京中野区の親族に預けられることになり、焼け野原になった東京を見て茫然とする。喜三郎の居場所が分からないまま、家族が死んだことが信じられないかよ子は実家に訪れるが、焼け跡が残るだけだった。かよ子がしゃがんで両手で顔を覆ったかよ子が号泣すると、どこからか「うしろの正面だあれ？」を歌声が聞こえ、思わず顔を上げる。すると歌声は家族の幻で、皆から「喜三郎を見つけて仲良く生きてほしい。俺たち家族の分まで幸せになっておくれ」と励まされる。家族が天に上るのを見送ったかよ子は笑顔を取り戻し、くじけないで強く生きていくことを決めるのだった。

#### スタッフ
- 監督・絵コンテ - 有原誠治
- 脚本 - 今泉俊昭、有原誠治
- キャラクターデザイン・作画監督 - 小野隆哉
- 美術監督 - 小林七郎
- 色彩設定 - 西川裕子
- 撮影監督 - 諌川弘
- 編集 - 尾形治敏
- 音楽 - 小六禮次郎
- 音響監督 - 明田川進
- 音響担当 - 三間雅文
- 録音スタジオ - アオイスタジオ
- 効果 - 倉橋静男
- 画面構成 - 片渕須直
- 企画 - 鳥山英二、寺島鉄夫
- 製作者 - 国保徳丸、瀬戸義昭、西村豊治、橋本湛匡、伊藤叡
- アニメーション制作 - 虫プロダクション
- 製作 - 「うしろの正面だあれ」製作委員会（テレビ東京、スペース映像、にっかつ児童映画、アルファデザイン、虫プロダクション）
- 配給 - 共同映画

#### 主題歌
「愛はいつも」
歌 - 白鳥英美子
作詞 - 海老名泰助
補作 - 白鳥英美子
作曲 - 小六禮次郎
この曲は映画とのタイアップ用に作られた経緯により、レコード・CDとしては発売されていない。過去には白鳥がコンサートなどで稀に披露したことがあったが、近年は披露していない。
なお、エンディングではフルバージョンで歌われているが、歌詞の冒頭は主人公であるかよ子のナレーションが入る中で歌われているため、白鳥の歌声とかよ子（三輪勝恵）の声が重なっており、歌詞を正確に聴き取ることは出来ない。

#### 挿入曲
「うしろの正面だあれ」
歌いだしが「坊さん坊さんどこ行くの」の遊び歌。
ある日の夕方、かよ子や近所の友だちがこの歌を歌いながら「うしろの正面だあれ？」をして遊ぶ。
「はないちもんめ」
遊び歌だが、本作ではかよ子たちはこの遊びはしておらず歌うだけ
上記の直後によしが迎えに来て、かよ子や女の子たちがこの歌を歌いながらよしの周りを楽しそうに回る。
歌い出しが「満州の山奥でかすかに聞こえる豚の声」の歌
小学校のブランコに座るかよ子の後ろで、数人の女子生徒たちがこの歌で縄跳び遊びをする。
「海」
1913年に発表された童謡。
数日間入院した忠吉の退院祝いとして、よしのハーモニカ、喜三郎の太鼓、かよ子のカスタネットの伴奏で、中根家の子どもたちでこの歌を歌う。
歌いだしが「くまさんくまさん回れ右」の歌
放課後の校庭でかよ子の友だち3人がこの歌を歌いながら縄跳び遊びをしていたところ、孝之輔を子守り中のかよ子が現れる。
歌いだしが「お嬢さんお入んなさい」の歌
上記に続けて、友だちに混ざってかよ子を含めた女の子4人でこの歌で長縄跳びをする。
歌いだしが「ドンと波、ドンと来て、ドンと帰る」
自宅で孝之輔の子守りをするかよ子が、手に持ったキューピー人形を動かしながらこの歌を歌って弟をあやす。
「青い眼の人形 (楽曲)」
童謡。作詞 - 野口雨情 / 作曲 - 本居長世
一人で沼津に疎開することになったかよ子が、お別れ会に集まった家族や友達のためにこの歌を歌う。

#### 劇場版での描写と原作との違い
劇場版での描写と原作との間には、下記をはじめとしていくつか異なる点がある。原作では33話にわたる話を、劇場版では約90分間（活字化された書籍では9話）に短縮したため、原作上のいくつかの話を接合して編集した描写も存在する。
| 題材                         | 劇場版での描写 | 原作 |
| ---------------------------- | --- | --- |
| かよ子のおねしょ             | 小学生になってからも時々おねしょをしていることになっている。                                                                 | 原作ではアイスキャンデーを食べておねしょをしたという描写があるが、むしろ他人よりも早くおむつがとれたことなど、おねしょはほとんどしていない。 |
| 疎開先の叔母（音吉の妹）の名 | 正江。なお、続編の『あした元気にな～れ！ 半分のさつまいも』では、原作通り静江となっている。                                  | 静江 |
| 疎開時の帰京                 | 1945年3月下旬の春休みに帰京する予定であったが、東京大空襲があった影響で断念。                                                | 1944年の年末～1945年の年始に帰京した。 |
| 終戦後の実家の焼け跡訪問     | 焼け跡となった実家に絶望してかよ子が泣き崩れている時に、「うしろの正面だあれ」の歌が聞こえ、目を開けると家族の幻影が現れた。 | 泣き崩れて目を閉じている時に「うしろの正面だあれ」の歌が聞こえてくるものの、目を開けた際には何もなかった。                                   |

#### 影響
マッドハウス社長（当時）のプロデューサー丸山正雄は、本作品で画面構成を担当していた片渕須直の才能を見出し、以後、自社の作品の監督として採用するようになった。
テレビアニメ『BLACK LAGOON』で評価を受けた片渕は、丸山から本当にやりたい作品は何かと問われ本作品のような作品と述べ、『マイマイ新子と千年の魔法』、『この世界の片隅に』、『この世界の（さらにいくつもの）片隅に』の制作へとつながった。

### あした元気にな〜れ!
『あした元気にな〜れ! 〜半分のさつまいも〜』2005年7月2日公開。

#### キャスト
- 中根かよ子 - 上戸彩
- 中根喜三郎 - うえだゆうじ
- 島本達吉 - 山口勝平
- 復員兵 - 森川智之
- 父ちゃん - 林家正蔵 (9代目)
- 大兄ちゃん - 林家三平 (2代目)
- 大沢亀蔵 - 橘家圓太郎 (8代目)
- 大沢和重 - 雨蘭咲木子
- 語り - 吉永小百合

#### スタッフ
- 監督：竹内啓雄
- 脚本：中田新一、竹内啓雄
- 原作：海老名香葉子「半分のさつまいも」（くもん出版刊）
- 主題歌「蓮花」（作詞：海老名香葉子・谷村新司、作曲：谷村新司、唄：林明日香）
- 総監督：中田新一
- 音楽：川崎真弘
- キャラクターデザイン・総作画監督：湖川友謙
- 製作：「あした元気にな～れ！」製作委員会／株式会社ルートピクチャーズ／株式会社サクセスロード／製作協力：ユナイテッド・パワー株式会社／株式会社日本パートナー会計事務所／株式会社フラワーライフ／ジャパンホームビデオ株式会社／東芝ＥＭＩ株式会社